# Belfast Metropolitan College
Il Belfast Metropolitan College, noto anche come Belfast Met, è un istituto per l'Istruzione superiore a Belfast, Irlanda del Nord. Il college offre sia l'istruzione professionale che le qualifiche accademiche. Con oltre 37.000 iscrizioni e un budget annuale di circa 60 milioni di sterline, è il più grande college FE nel Regno Unito e il quarto più grande istituto post-secondario nel Regno Unito.

## Storia
Il college fa risalire le sue origini all'inizio del XX secolo, quando nel 1906 fu fondato il Belfast Municipal Technical Institute. Si trovava in un grande edificio in College Square East, costruito tra il 1902 e il 1906.
College Square East è sopravvissuto al Belfast blitz con gli studenti che spesso si sono dovuti nascondere nei suoi rifugi antiaerei durante la seconda guerra mondiale.
College Square East era conosciuto colloquialmente come "Black Man Tech". Ciò è dovuto alla statua del dottor Henry Cooke, un importante ministro presbiteriano del XIX secolo, che si trova all'esterno dell'edificio. La statua di Cooke non è in marmo, ma in rame, come la maggior parte delle altre architetture intorno alla città di Belfast nello stesso periodo. A causa dell'esposizione agli elementi, la maggior parte di queste statue e cupole intorno alla città si sono ossidate, producendo un colore verde di ossido di rame, particolarmente evidente nel vicino municipio.
Successivamente furono istituiti in città altri college specializzati tra cui Stanhope Street, Rupert Stanley e il College of Business Studies in Brunswick Street. All'inizio degli anni '90, questi college si fusero come Belfast Institute of Further and Higher Education, che a sua volta si fuse con il Castlereagh College per formare l'attuale Belfast Metropolitan College nel 2007.
Nel settembre 2011, Belfast Met ha aperto un nuovo campus da 44 milioni di sterline nel Titanic Quarter. È stato ufficialmente aperto dalla principessa Anna il 10 novembre 2011. Michael D. Higgins lo ha visitato diversi mesi dopo.

## Campus
Belfast Met ha tre campus principali. I tre campus sono: Millfield Campus, Castlereagh Campus e Titanic Quarter Campus.
Belfast Met ha anche diversi centri più piccoli in giro per la città come e3 a Springvale Campus, aperto nel 2012.
I campus del centro città a Brunswick Street e College Square East sono stati venduti quando il campus del Titanic Quarter è stato aperto nel 2011. College Square East è stato trasformato in un alloggio per studenti nel 2016 al costo di £ 16 milioni, ma conserva il suo aspetto esteriore essendo un edificio classificato.

## Corsi accademici
Millfield:
| Corsi                       | Note |
| --------------------------- | ---- |
| Accesso all'università      |      |
| Arte e grafica              |      |
| Mestieri edili              |      |
| Assistenza all'infanzia     |      |
| Consulenza                  |      |
| Ingegneria                  |      |
| GCSEs                       |      |
| Salute e assistenza sociale |      |
| Media                       |      |
| Musica                      |      |
| Sport                       |      |
| Supporto all'apprendimento  |      |

Castlereagh Campus:
| Corsi                       | Note |
| --------------------------- | ---- |
| Biologia                    |      |
| Assistenza all'infanzia     |      |
| Informatica                 |      |
| Sicurezza elettronica       |      |
| Moda                        |      |
| Salute e assistenza sociale |      |
| Veicolo a motore            |      |
| Turismo                     |      |

Titanic Quarter Campus:
| Corsi                   | Note |
| ----------------------- | ---- |
| Livelli A(/2/S)         |      |
| Cura degli animali      |      |
| Bellezza                |      |
| Gestione aziendale      |      |
| Informatica             |      |
| Infermieristica dentale |      |
| ESOL                    |      |
| Moda                    |      |
| Scienze farmaceutiche   |      |

e3 Campus:
| Corsi                         | Note |
| ----------------------------- | ---- |
| Gestione aziendale            |      |
| Ospitalità                    |      |
| Giornalismo                   |      |
| Vendita a dettaglio e vendita |      |

## Leadership
Louise Warde Hunter, l'ex vicesegretario del Northern Ireland Civil Service, è diventata preside e CEO di Belfast Met nell'aprile 2020. Ha sostituito Marie-Thérèse McGivern che era stata Principal e Chief Executive di Belfast Met a partire dal 2009.